# ورن (هندوئیسم)
ورن یا ورنه(به انگلیسی: varna)به هر یک از دسته بندی‌های طبقات چهارگانه اقتصادی-اجتماعی هندوان گفته می‌شود که سابقه آن به سنتی شفاهی که در ریگ ودا ذکر شده‌است بر می گردد. ریگ ودا کتابی است که مابین سال‌های ۱۲۰۰ تا ۱۵۰۰ قبل از میلاد تاریخ‌گذاری شده‌است.
معنای اولیه این واژه که از ریشه vr گرفته شده، عبارت است از پرده، پوشش، حفاظ ، روبند و لفافه ؛ بنابر این، باید گفت رنگ تنها یکی از ابعاد فراوان این واژه است. این واژه برای اشاره به گروه‌هایی به کار رفته که دارای رنگ پوست‌های متفاوتی‌اند. از آن جا که این واژه در اصل به معنای «رنگ» به کار رفته، برخی از اندیشمندان به ویژه در اواخر قرن 19 به این نتیجه رسیده‌اند که این واژه به «رنگ پوست» و از همین رو به دسته‌های نژادی اشاره می‌کند که در میان هندوها وجود دارد. در واقع، بومیان هند از واژه ورنه برای اشاره به طبقات اجتماعی جامعه خود استفاده می‌کردند. واژه دیگری که در این باره کاربرد گسترده دارد، «کاست» است که نخستین بار با نام کاستا (Casta) و توسط مهاجمان پرتغالی قرن پانزدهم میلادی برای اشاره به تقسیم بندی طبقات اجتماعی هند به کار گرفته شد. واژه پرتغالی casta معمولاً به معنای پاکدامن، ساده، بی‌پیرایه و خالص است. در واقع، این واژه در دوران استعمار به عنوان معادلی برای ورنه به کار رفت؛ هرچند که معنای اصلی ورنه (رنگ)، تناسب چندانی با واژه کاست ندارد و در واقع، واژه کاست، به گونه‌ای ناقص به عنوان معادل و ترجمان آن به کار گرفته شد، تا به گروه‌های اجتماعی هندو اشاره کند ولی به هر حال کاربست آن برای اشاره به طبقات اجتماعی در میان اروپاییان رایج شد و بدین ترتیب، این واژه، دال بر شبکه پیچیده‌ای از گروه‌های اجتماعی وابسته به هم و در عین حال جدا از یکدیگر است که به‌طور سلسله مراتبی سامان یافته‌اند.
این چهار ورن یا چهار طبقه عبارتند از :
- طبقه برهمنها Brahmins : یا طبقه برهمنان که طبقه روحانیون و دانشمندان است.
- طبقه کشاتریاها Kṣatriya : که طبقه جنگاوران و سلاطین است.
- طبقه وایشیاها Vaiśyas : که طبقه بازرگانان ، صنعنگران و کشاورزان است.
- طبقه شودراها Shudras : که طبقه کارگران است.